# Kalmangi, Sindhnur
Kalmangi là một làng thuộc tehsil Sindhnur, huyện Raichur, bang Karnataka, Ấn Độ.